# Ylä-Rieveli
Ylä-Rieveli är en sjö i Finland. Den ligger i kommunerna Mäntyharju, Pertunmaa och Heinola i landskapen Södra Savolax och Päijänne-Tavastland, i den södra delen av landet, 160 km nordost om huvudstaden Helsingfors. Ylä-Rieveli ligger 81,9 meter över havet. Den är 54,41 meter djup. Arean är 33,75 kvadratkilometer och strandlinjen är 177,03 kilometer lång. Sjön  ingår i Kymmene älvs huvudavrinningsområde. 